# Chemgas Shipping

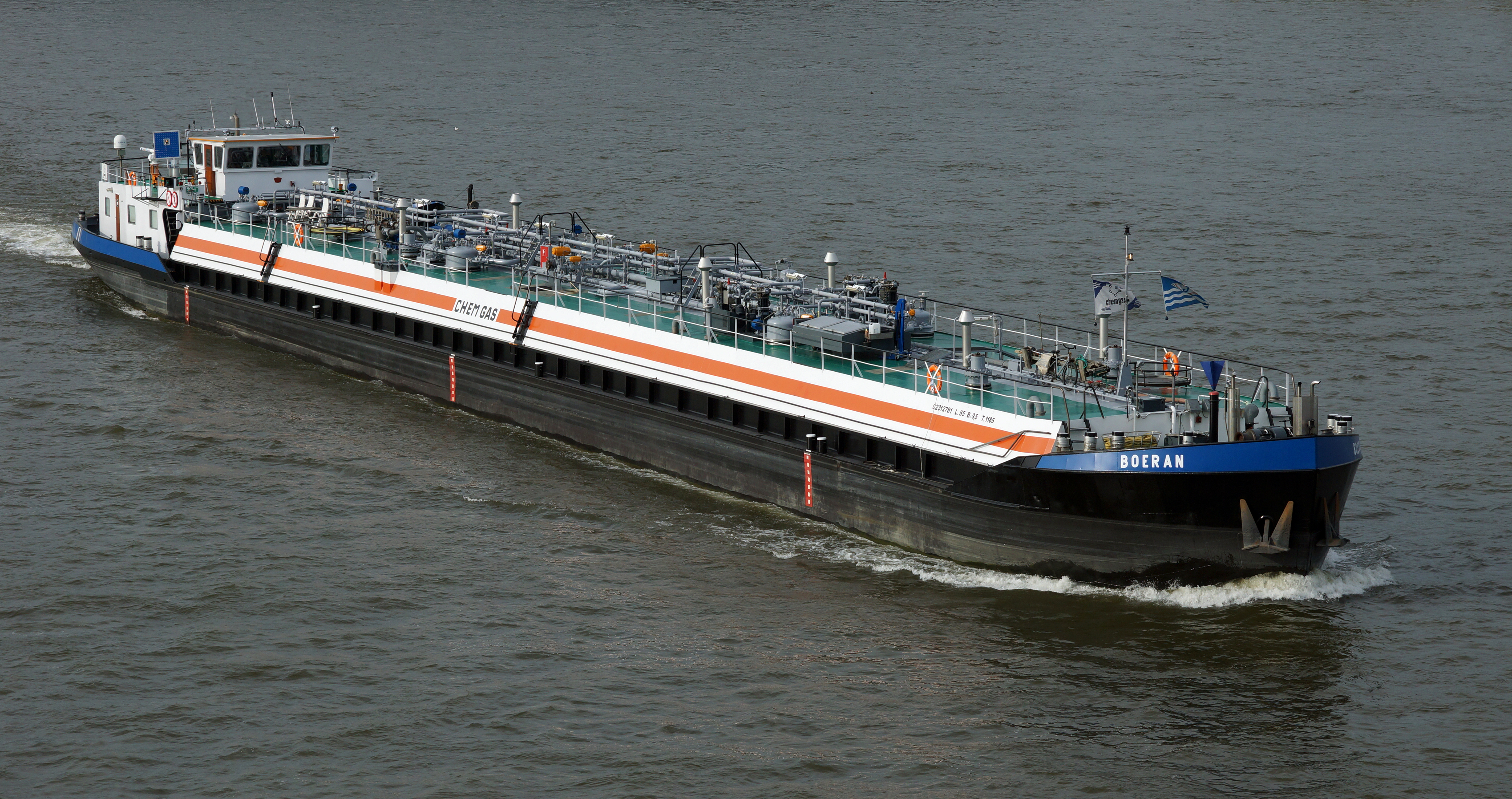
Motorgastankschiff Boeran

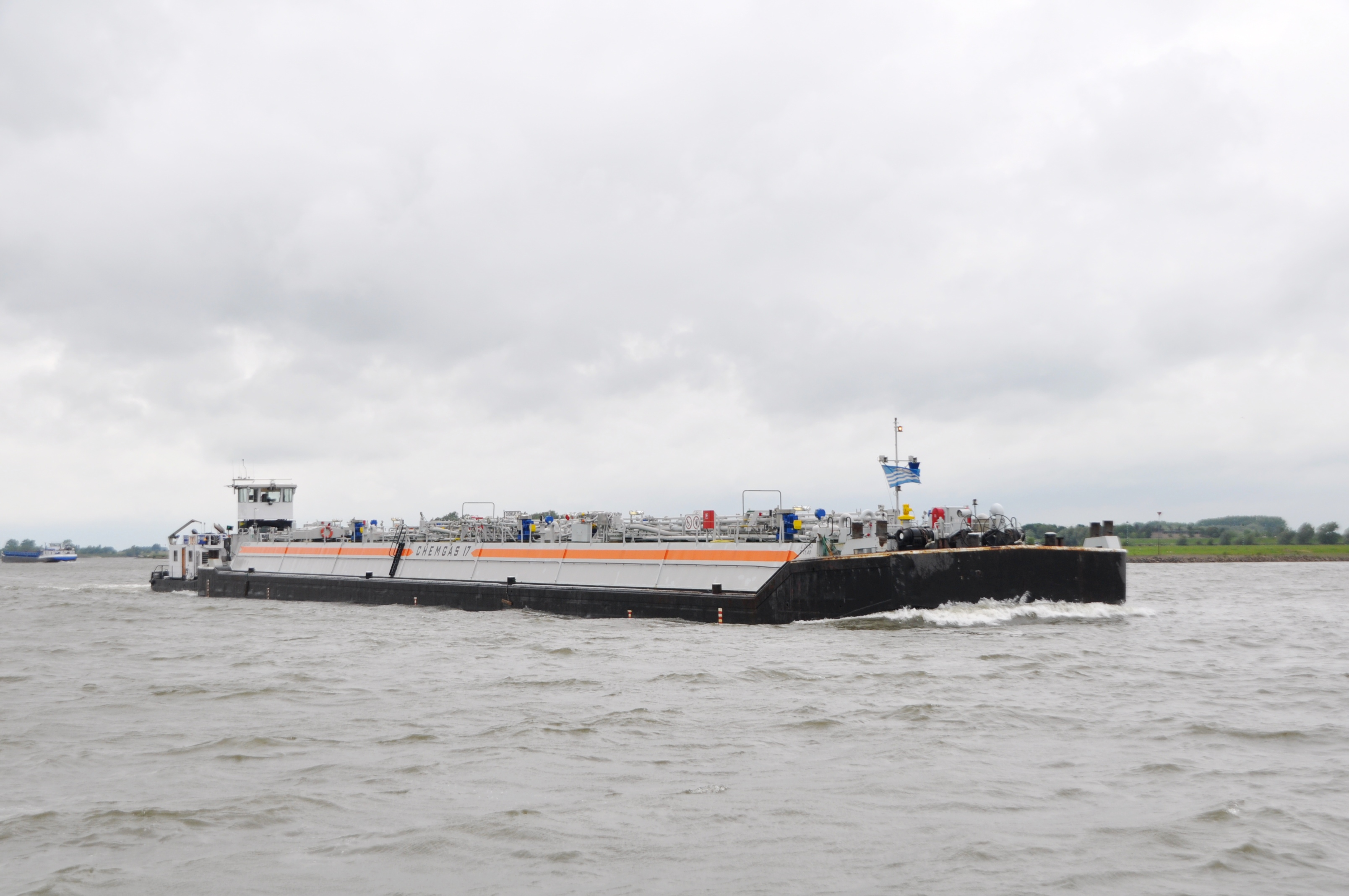
Gastankschubverband

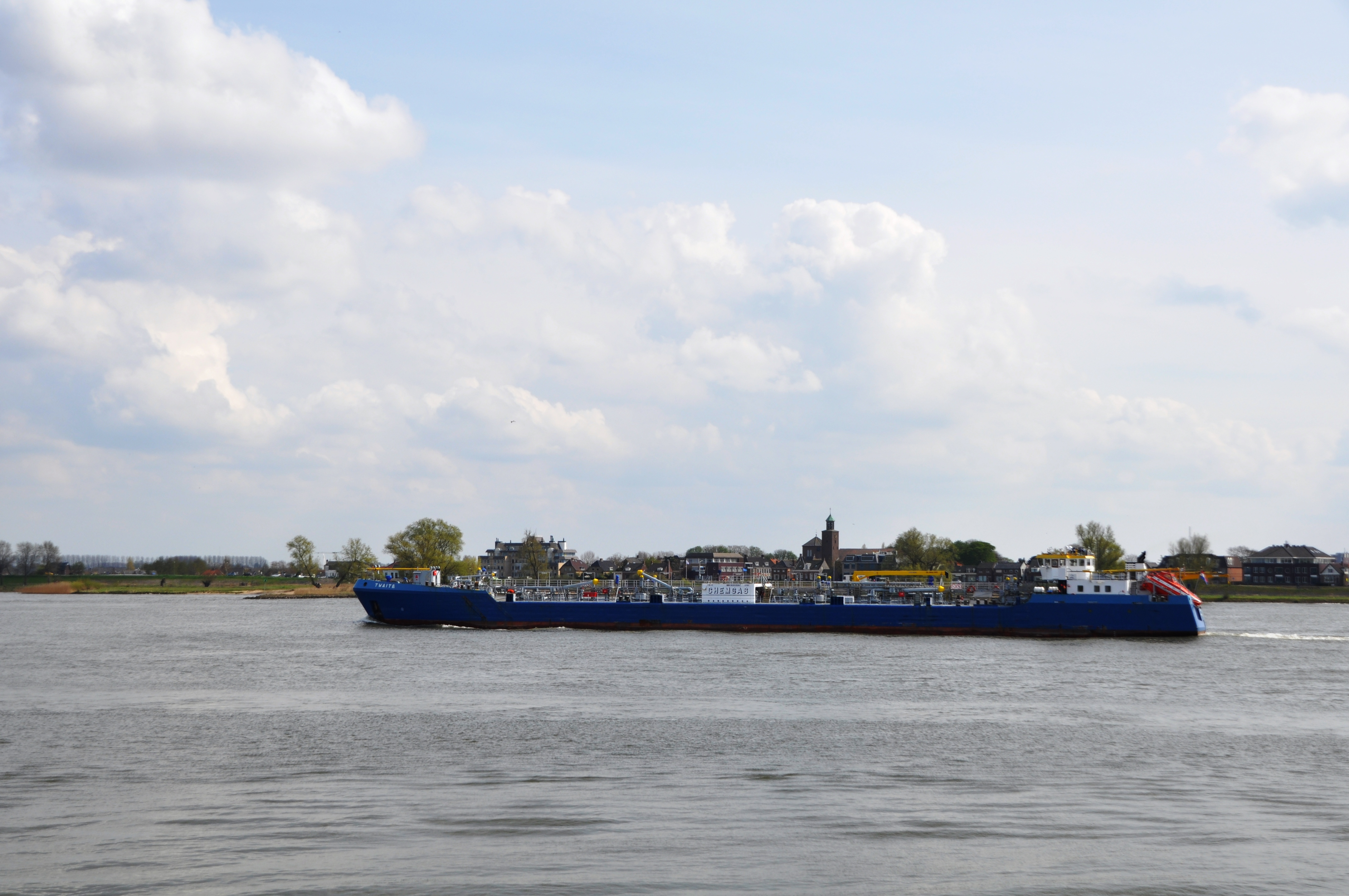
Rhein-See Gastankschiff Twaite

Die niederländische Reederei Chemgas Shipping BV mit Sitz in Rotterdam ist ein Unternehmen der deutschen Reederei Jaegers Gruppe. Sie ist die erste Reederei die als LPG (Liquefied Petroleum Gas) bezeichnetes Flüssiggas auf Binnenwasserstraßen transportierte und dabei eine Rolle in der schnellen Entwicklung der Petrochemie spielte. 1965 wurde die Gastankvaartmaatschappij Chemgas BV von den niederländischen Firmen Van Ommeren (jetzt Vopak) und Vulcaan gegründet. Zurzeit ist Chemgas Shipping B.V. die größte Reederei für Gastransporte in Europa. Ein Tochterunternehmen ist die Chemgas Barging Sàrl in Luxemburg, die für die Binnenschifffahrt zuständig ist. An dem französischen Unternehmen CFT Gaz mit Sitz in Loire-sur-Rhône ist Chemgas mit 50 Prozent beteiligt und betreibt Gastanker in Frankreich.

## Entwicklung
In den 1980er Jahren entwickelte das Unternehmen die ersten Küstenmotorschiffe für den Einsatz in der See- und Binnenschifffahrt.  Des Weiteren war Chemgas an der Entwicklung von besonderen Schiffsrümpfen mit doppelter Außenhaut, wie der Scheldehuid, beteiligt.
1985 wurde das Fahrgebiet auf den Seebereich ausgeweitet und so können die See- und Binnenhäfen ohne Umladung bedient werden. 1991 kam es zum Joint Venture mit der französischen CFT zur CFT Gaz zum Transport von Gasen auf der Rhone. Um 1995 wurden die ersten Schiffe aus besonders leichten Stählen gebaut. 1007 stieg man mit zwei Küstenmotortankschiffen in den asiatischen Markt ein. Im folgenden Jahr wurde die Rhoneflotte um drei Schiffe erweitert. 2002 wurde ein neuer Schiffstyp mit Y-förmiger Außenhülle gebaut. Da diese Konstruktion einen hohen Kollisionsschutz bietet, können die Ladetanks größer dimensioniert werden.
2003 erfolgte die teilweise Übernahme durch die deutsche Tankschiffreederei Jaegers. In den folgenden Jahren wurde die Seeflotte vergrößert und es begann ein umfangreiches Erneuerungsprogramms mit dem Neubau von sechs Binnenschiffen, zwei Schubbooten und vier Küstenmotortankschiffen. 2007 wurde die Chemgas Barging Sàrl mit Sitz in Luxemburg gegründet. Die Flotte besteht aus rund 30 Motorschiffen, Schubleichtern und Schubbooten mit rund 56.000 m³ Tankraum.